# Polygala anderssonii
Polygala anderssonii är en jungfrulinsväxtart som beskrevs av Robinson. Polygala anderssonii ingår i släktet jungfrulinssläktet, och familjen jungfrulinsväxter. Inga underarter finns listade i Catalogue of Life.